# Calliphora himalayana
Calliphora himalayana este o specie de muște din genul Calliphora, familia Calliphoridae, descrisă de Hiromu Kurahashi și Thapa în anul 1994.
Este endemică în Nepal. Conform Catalogue of Life specia Calliphora himalayana nu are subspecii cunoscute.